# Elecciones estatales de Jalisco de 2006

Las Elecciones estatales de Jalisco se llevaron a cabo el domingo 2 de julio de 2006, simultáneamente con las elecciones federales y en ellas fueron renovados los titulares de los siguientes cargos de elección popular del estado mexicano de Jalisco:
- Gobernador de Jalisco. Titular del Poder Ejecutivo del estado, electo para un periodo de seis años no reelegibles en ningún caso, el candidato electo fue Emilio González Márquez.
- 124 ayuntamientos. Formados por un Presidente Municipal y regidores, electos para un periodo de tres años, no reelegibles de manera consecutiva.
- 40 diputados del Congreso del Estado. 20 elegidos por mayoría relativa en cada uno de los distritos electorales y 20 electos por el principio de representación proporcional mediante un sistema de listas.

Por primera vez las elecciones de Jalisco coincidieron con las elecciones federales que tuvieron lugar el mismo día.

## Resultados Federales: Presidente
|  | 49.32 % |

|  | 24.26 % |

|  | 19.22 % |

|  | 1.30 % |

|  | 3.22 % |

|  | 0.57 % |

|  | 2.12 % |

|  | 100.00 % |

### Gobernador
|  | 45.19 % |

|  | 41.40 % |

|  | 7.83 % |

|  | 1.26 % |

|  | 1.69 % |

|  | 1.89 % |

|  | 100.00 % |

### Ayuntamientos
| Partido/Alianza | Partido/Alianza                                 | Municipios |
| --------------- | ----------------------------------------------- | ---------- |
|                 | Partido Acción Nacional                         | 63         |
|                 | Partido Revolucionario Institucional            | 46         |
|                 | Coalición Por el Bien de Todos (PRD, PT)        | 10         |
|                 | Partido Verde Ecologista de México              | 5          |
|                 | Convergencia                                    | 0          |
|                 | Partido Alternativa Socialdemócrata y Campesina | 0          |
|                 | Partido Nueva Alianza                           | 0          |

#### Ayuntamiento de Guadalajara
- Alfonso Petersen Farah  Hecho

#### Ayuntamiento de Zapopan
- Juan Sánchez Aldana Ramírez  Hecho

#### Ayuntamiento de Tlaquepaque
- Jose Hernan Cortes Berumen  Hecho

#### Ayuntamiento de Ciudad Guzmán
- Dagoberto Moreno Leal  Hecho

#### Ayuntamiento de Ayutla
- Manuel Gómez Torres  Hecho

### Diputados
| Partido/Alianza | Partido/Alianza                                 | Distritos (Mayoría) | R.P. |
| --------------- | ----------------------------------------------- | ------------------- | ---- |
|                 | Partido Acción Nacional                         | 19                  | 1    |
|                 | Partido Revolucionario Institucional            | 1                   | 12   |
|                 | Coalición Por el Bien de Todos (PRD, PT)        | 0                   | 4    |
|                 | Partido Verde Ecologista de México              | 0                   | 1    |
|                 | Convergencia                                    | 0                   | 0    |
|                 | Partido Alternativa Socialdemócrata y Campesina | 0                   | 0    |
|                 | Partido Nueva Alianza                           | 0                   | 2    |